# Gabriela Al Dhábba
Gabriela Al Dhábba (přezd. Gába Al Dhábba) (* 15. dubna 1985) je česká punk-rocková zpěvačka, která se proslavila v soutěži Česko hledá SuperStar, ve které skončila na 3. místě a stala se nejúspěšnější ženou v druhém ročníku soutěže.
Studium na jazykovém gymnáziu musela kvůli vážné nemoci přerušit. Poté nastoupila do jednoho pražského baru jako servírka. V Lucerně vystupovala jako vokalistka hudební skupin Queen Revival a Citron. Vystupovala také jako sólistka s plesovou kapelou. Po svém účinkování v soutěži Česko hledá SuperStar se stala sólovou zpěvačkou a v roce 2006 vydala své první album Contra Factum. V roce 2017 se jí narodila dcera Maya. V červenci 2020 se jí narodila druhá dcera Laura.

## Vystoupení v pořadu Česko hledá SuperStar
- TOP 50: Total Eclipse Of The Heart (Bonnie Tyler)
- TOP 12: Don't Speak (No Doubt)
- TOP 10: If You Can't Give Me Love (Suzi Quatro)
- TOP 09: Wish You Were Here (Rednex)
- TOP 08: Láska je láska (Lucie Bílá)
- TOP 07: Big Spender (Judy Garland)
- TOP 06: Čekej tiše (Eva Olmerová)
- TOP 05: Nebe (Anna K)
- TOP 05: Black Velvet (Alannah Myles)
- TOP 04: Sick And Tired (Anastacia)
- TOP 04: Vrať se mi zpátky (Alice Springs)
- TOP 03: Nevěrná (Petra Janů)
- TOP 03: All That Jazz (Catherine Zeta-Jones)

## Diskografie
- Seznam děl v Souborném katalogu ČR, jejichž autorem nebo tématem je Gabriela Al Dhábba
- Pandořína skříňka (singl)
- Bárka (singl)
- Contra Factum (2006) (album)